# 高山美香 (イラストレーター)
高山 美香（たかやま みか、1969年〈昭和44年〉 - ）は、日本のイラストレーター、人形作家。本の挿絵や雑誌のイラストレーターとして活動する他、作家や偉人の粘土人形を作ることで話題を呼んでいる。

## 経歴
北海道札幌市に誕生する。幼少時より絵を描くことが好きで、本人曰く「ずっと絵を描いていた」という。印刷会社を経て、4プラ自由市場大賞・準大賞受賞をきっかけにフリーのイラストレーターとして独立する。
2004年（平成16年）頃、本や雑誌にイラストを描く中で、色褪せたもの、風化したものに次第に魅力を感じたこと、文学少女だった自分の原点に気づいたことで、偉人や作家の15センチメートルほどの人形を、粘土で作り始める。最初に芥川龍之介の写真を見て作ったものの、まったく似ず、当人をより理解する必要性に気づき、図書館で数十冊もの本を借り、作家たちの調査に没頭し始める。本人はこれを「ちまちました作業を繰り返す」の意味で「ちまちま人形」と称している。
アルバイト情報誌でコラム「ミニちま偉人伝」の連載を始めたところ、市立小樽文学館の目に留まり、特別展での人形の制作を依頼される。2007年（平成19年）、同館の特別展「石川啄木と小樽日報」展で、下宿で寝ころぶ石川啄木の人形が展示され、話題となる。2008年（平成20年）には同館で特別展「小樽ちまちま文豪展 高山美香ミニチュア人形の世界」が開催され、好評により数体の人形が同館に常設展示され、多くのリピーターを獲得する。
2009年（平成21年）には初の作品集『一葉のめがね』を刊行する。表紙を飾る樋口一葉を始め、53人の作家や偉人たちの人形の写真と、その人物たちにまつわるイラストやエピソードが収録されている。題名の「一葉のめがね」は、「樋口一葉は、本当は極度の近視であり、人前で眼鏡をかけるのを嫌い、裸眼で通した」といわれることから、作家たちの素顔に焦点を当てることを意味している。初版3千部が完売後も、全国の図書館などから注文や問合せが続き、その人気から2014年（平成26年）には第2弾『鷗外のやかん』が刊行される。また、2011年4月から2013年3月まで朝日新聞北海道版において、イラストエッセイ「北の文人立ち話」を連載。
イラストレーターならではの着眼点、独自の視線による作家の逸話の紹介、人形1体につき何冊もの本を読みこむことでの細かな小道具の拘りようが、人気を呼んでいる。小樽市を始めとして札幌市、東京都など、各地でも作品展が開催されている。福井県福井市の福井県ふるさと文学館からは、福井の歌人である山川登美子や詩人の則武三雄の人形を依頼され、山梨県甲府市の山梨県立文学館へは学校への貸し出し用に、山梨の俳人の飯田蛇笏・龍太親子の人形を納める。小樽文学館からは「年間入館者数を一気に押し上げたほどの人気」「文豪や偉人への親しみがわく」「なじみの薄い作家でも、人形の魅力で関心を持ってもらえている」と評価されている。高山自身もトークショーで、「小樽は売れないイラストレーターだった私の作品を高く評価してくれた街。文化の香りも高く、個展を開くときには人一倍力が入りますね」と語っている。

## 著作
- 『一葉のめがね』猫の事務所、2009年8月8日。 NCID BB01415002。
- 『鷗外のやかん』猫の事務所、2013年12月20日。 NCID BB20535384。